# Kollegienhaus Erlangen

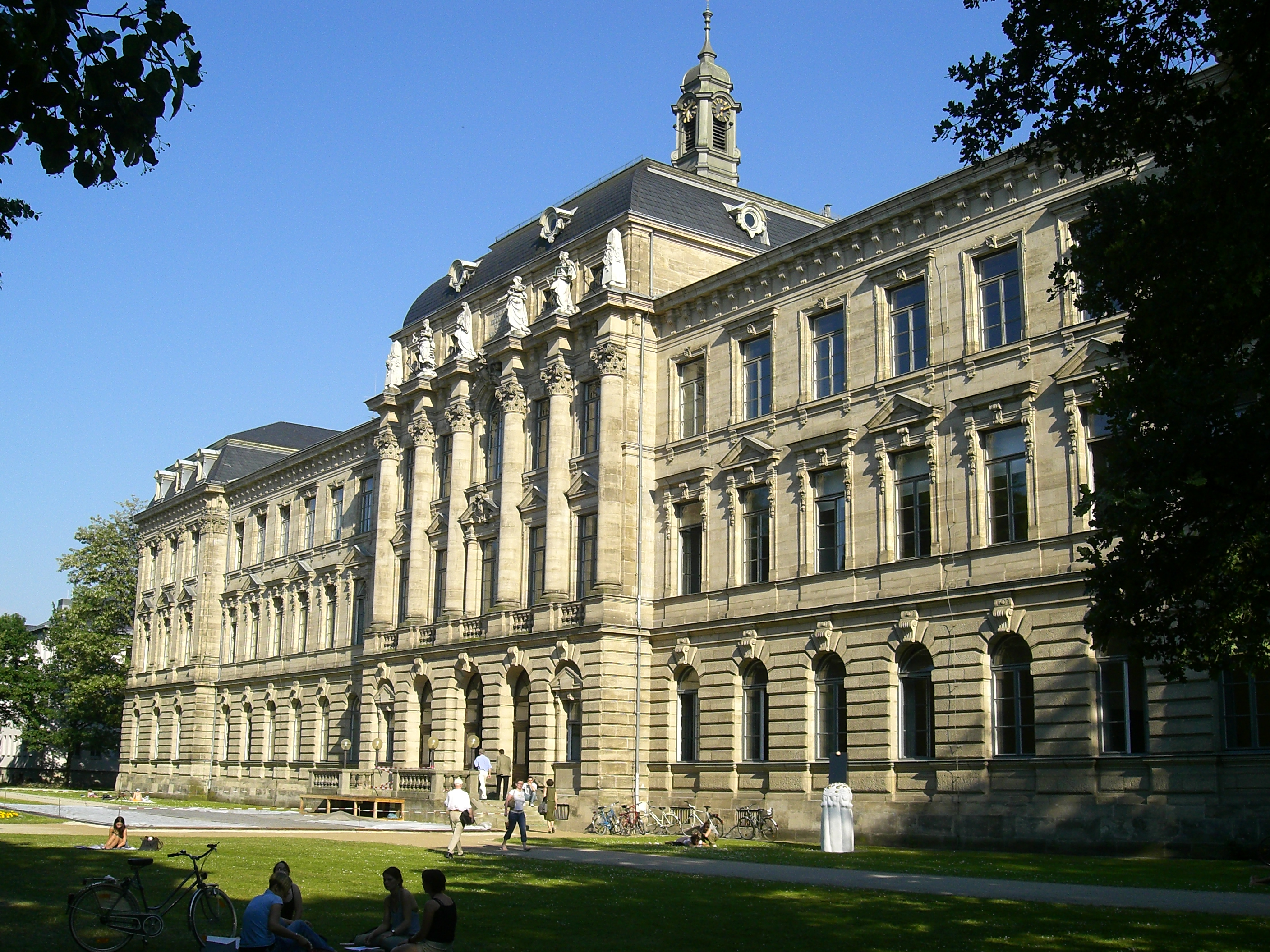
Nordfassade des Kollegienhauses

Das Kollegienhaus ist eines der zentralen Gebäude der Friedrich-Alexander-Universität Erlangen-Nürnberg in der Erlanger Innenstadt. Im 1889 eingeweihte Neobarockbau an der Südseite des Schlossgartens finden vor allem Seminare und Vorlesungen der Geistes- und Rechtswissenschaften statt.

## Geschichte
Mit der zunehmenden Anzahl an Studierenden reichten die Lehrräume der Universität Erlangen nicht mehr aus. 1884 wurden deshalb Entwürfe für ein neues Bibliotheksgebäude eingeholt, später entschied sich der Senat der Universität jedoch für den Neubau eines Kollegienhauses, das nach Plänen von Friedrich Scharff nach circa eineinhalb Jahren Bauzeit 1887 fertiggestellt wurde. Größtenteils aus Sandstein gebaut finden sich an der Rückseite, die zur Universitätsstraße gerichtet ist, Backsteine an der Fassade. Die Einweihung fand am 2. und 3. Mai 1889 statt.
Während des Ersten Weltkriegs wurde das Kollegienhaus als Reservelazarett genutzt, das neben Krankenzimmern ebenfalls über einen Operationssaal, einen orthopädischen Saal und weitere Einrichtungen verfügte.

## Bauwerk
Der dreigeschossige Bau richtet sich nach Norden in Richtung des Schlossgartens aus. Bestehend aus drei Pavillons mit schiefereingedeckten Mansarddächern und Fassade, die größtenteils aus Sandstein vom Bruch des Erlanger Bergs besteht, orientiert sich der Neobarockbau am nahegelegenen markgräflichen Erlanger Schloss. Die zur Universitätsstraße gelegene Südfassade des Gebäudes ist zu einem großen Teil aus Backstein mit Hausteinarbeiten gearbeitet.
Die Attika des Mittelpavillons enthält die Inschrift Veritati Humanitati Virtuti, den Leitspruch der Universität, sowie die Jahreszahl der Eröffnung, 1889, in römischer Zahlschrift. Sechs Plattformen an den oberen Enden der Kolossalsäulen des Mittelpavillons werden von zwei Obelisken an den beiden äußeren Plattformen sowie Skulpturen der Personifikationen der vier Fakultäten zur Zeit des Baus, Medizin, Philosophie, Theologie und Rechtswissenschaft geziert.
Im westlichen Pavillon befand sich zur Eröffnung des Gebäudes eine Aula, die sich über das erste und zweite Geschoss erstreckte. Die ursprüngliche Aula des Kollegienhauses besteht heute nicht mehr. An ihrer Stelle befinden sich heute der Senatssaal im ersten Geschoss, im Stockwerk darüber ein Hörsaal. Eine Besonderheit stellte der Lesesaal im zweiten Geschoss dar, der mit seiner Ausdehnung an bayerischen Universitäten einmalig war.

## Heutige Nutzung
Im Kollegienhaus finden heutzutage vor allem Vorlesungen und Seminare der Philosophischen Fakultät und dem Fachbereich Theologie sowie der Rechtswissenschaft statt. Aktuell sind nicht alle Räumen des Kollegienhauses nutzbar, da die Gefahr besteht, dass sich in einigen Räumen einzelne Deckenteile lösen könnten. Inzwischen wurden Deckenverkleidungen teilweise oder ganz entfernt oder die entsprechende Räume gesperrt. Zudem befinden sich seit 2019 zwei zusätzliche Treppen als Fluchtwege an der Südseite des Gebäudes. Im Dachboden des Gebäudes lagern außerdem die Talare der Fakultäten, die nur zur festlichen Anlässen und Terminen im Ausland Verwendung finden.
Beim zweijährlich stattfindenden Comic-Salon Erlangen, dessen Programm sich über die Erlanger Innenstadt erstreckt, finden im Kollegienhaus Vorträge, Diskussionen und weitere Veranstaltungen statt.